# Melden-Blütenspanner
Der Melden-Blütenspanner (Eupithecia simpliciata, Synonym: Eupithecia subnotata) ist ein Schmetterling (Nachtfalter) aus der Familie der Spanner (Geometridae). Unter dem früher zuweilen verwendeten Namen „Gänsefuß-Blütenspanner“ wird inzwischen der Blütenspanner Eupithecia sinuosaria geführt.

## Merkmale

### Falter
Die Falter erreichen eine Flügelspannweite von 17 bis 25 Millimetern. Sämtliche Flügel besitzen eine blass gelbgraue bis rötlich braune Grundfarbe. Die hellen Querlinien sind schwach ausgebildet. Deutlich hebt sich dagegen die weiße Wellenlinie ab, die sich auf den Hinterflügeln fortsetzt. In der Diskalregion befindet sich auf der Vorderflügeloberseite ein kleiner runder schwarzer Fleck. Die Fransen sind nicht gescheckt.

### Raupe
Die Raupen sind grünlich oder bräunlich gefärbt und zeigen auf dem Rücken meist undeutliche dunkle Winkel- oder Rautenzeichnungen.

### Puppe
Die Puppe ist bräunlich gefärbt, die Flügelscheiden schimmern grünlich. Der kegelförmige Kremaster ist mit zwei gekrümmten Dornen sowie einigen kurzen Hakenborsten versehen.

## Verbreitung und Vorkommen
Die Art ist von der Iberischen Halbinsel durch Mittel- und Osteuropa bis nach Asien verbreitet. Die Art besiedelt in erster Linie Ödländereien, Schutthalden und aufgelassene Weinberge, in Asien auch Salzsteppen. In den Alpen reicht die Höhenverbreitung bis auf 1200 Meter.

## Lebensweise
Die dämmerungs- und nachtaktiven Falter fliegen in einer Generation in den Monaten Juli und August, vereinzelt schon im Juni. Zur Nahrungsaufnahme besuchen sie Blüten von Wasserdost- (Eupatorium) oder Bärenklauarten (Heracleum). In der Nacht fliegen die Falter gelegentlich auch künstliche Lichtquellen an. Die Eier werden von den Weibchen in Blütennähe an die Unterseite von Blättern der Nahrungspflanze abgelegt. Die Raupen leben im August und September. Sie ernähren sich in erster Linie von den Blüten und Früchten von Melden- (Atriplex) oder Gänsefußarten (Chenopodium). Sie halten sich, durch ihre Färbung gut getarnt meist an den Blüten oder Samenständen auf. Die Puppen überwintern, zuweilen zweimal.

## Gefährdung
Der Melden-Blütenspanner kommt in Deutschland in den einzelnen Bundesländern in sehr unterschiedlicher Anzahl vor und ist in den nördlichen Regionen selten oder gefährdet. Zusammen mit der Ausbreitung von Ruderalpflanzen ist die Art, ähnlich wie auch der Gänsefuß-Blütenspanner (Eupithecia sinuosaria) zum Kulturfolger geworden. Beispielhaft dafür war das zahlreiche Auftreten der Art auf Schuttplätzen der 1955er und 1960er Jahre im Stadtgebiet des Nachkriegs-Berlin. Nach der Errichtung von Neubauten und dem damit einhergehenden Verlust an Trümmerfeldern erfolgten nur noch einzelne Beobachtungen. Während die Falter meist nur vereinzelt beobachtet werden, treten die Raupen jahrweise lokal häufiger auf. Eine Erschließung neuer Lebensräume erscheint bei weiterer Ausbreitung der Nahrungspflanzen zukünftig möglich.